# Euphyia congener
Euphyia congener là một loài bướm đêm trong họ Geometridae.